# Carlos Romero Giménez
En este nombre español, el primer apellido o apellido paterno es Romero y el segundo apellido o apellido materno es Giménez.

Carlos Romero Giménez, a veces incorrectamente escrito como Jiménez, (Madrid, 7 de noviembre de 1890 - Ciudad de México, 11 de septiembre de 1978) fue un militar español leal a la República Española. Participó desde Burdeos en la resistencia contra la ocupación nazi.

## Biografía
Nació en Madrid el 7 de noviembre de 1890 en la Carrera de San Francisco, 5. Hijo del coronel Manuel Romero Salas, de familia andaluza de Medina Sidonia y de María Giménez Núñez. Ingresó al ejército español el 2 de diciembre de 1908. Participó en la guerra del Rif, habiendo recibido por ello numerosas condecoraciones, entre ellas la Cruz Laureada de San Fernando.
Fue detenido a consecuencia de su participación en el levantamiento de Madrid previo a la Sublevación de Jaca en favor de la República y en contra de la Dictadura de Primo de Rivera, permaneciendo dos años y medio en Prisiones Militares bajo petición fiscal de pena de muerte por insurrección. Una vez liberado mediante la amnistía concedida por el General Dámaso Berenguer, estuvo destinado en el Regimiento de Santa Cruz de Tenerife, en las Canarias donde permanece hasta el 14 de abril de 1931, fecha en que fue proclamada la Segunda República Española, cuando regresa a Madrid para colaborar en la política del nuevo gobierno.

### II República
Retirado por la Ley Azaña (por la orden del 28 de julio de 1931), desempeñó el cargo de Agregado Comercial de España en Portugal entre los años 1931 y 1932. Desde ese cargo y al regresar a España ayuda a portugueses perseguidos por la dictadura de António de Oliveira Salazar. Fue fundador y director de la Revista Hispano Lusitana, así como también de la revista ilustrada denominada Defensa Nacional, Revista Española de Técnica Militar.
Siendo secretario general del Comité Nacional pro-Monumento a los Mártires de Jaca, el 20 de agosto de 1934 destituyó de su cargo como tesorero de dicha comisión a Luis Romero Basart, llamado entre los refugiados españoles "Romero el Malo", quien posteriormente siendo Coronel de Aviación fue expulsado del Ejército Republicano por abandono de su puesto. En su libro Bajo las garras de la Gestapo (ver más abajo "Exilio en Francia y Resistencia") el coronel Romero Giménez señala a esta persona diciendo que "se había ofrecido y había sido admitido al servicio de la Gestapo para vigilar y denunciar a los españoles refugiados políticos en Francia" y como quien lo entregó a la Gestapo.
Después de haber sido su vicepresidente por algunos años, a la muerte de José Puig de Asprer asume la presidencia de la Liga Española de los Derechos del Hombre, organización fundada en 1922, bajo la presidencia de Miguel de Unamuno.
En el año 1935 le fue aprobada una patente de invención por Un sistema de ferrocarril aéreo impulsado por hélices, conformado por coches ultraligeros de perfil aerodinámico suspendidos de un mecanismo rodante que se desliza a 300 km/h sobre un riel elevado y un sistema de control y señales para permitir frecuencias de tres minutos.

### Guerra Civil
De inmediato, ante la sublevación que dio lugar a la Guerra Civil se reintegró voluntariamente con el grado de teniente a las fuerzas armadas del gobierno legalmente constituido habiendo sido ascendido a capitán el 20 de octubre de 1936. Después de iniciado el conflicto, con la reorganización del antiguo Ejército republicano se haría cargo de la 4.ª Brigada Mixta a la muerte de Arellano.
Fue uno de los comandantes de las columnas que defendió Madrid de los primeros ataques encabezados por el general Varela. En noviembre de 1936, por órdenes del coronel Aureliano Álvarez-Coque encabezó la defensa del Puente de los Franceses al frente de un batallón durante la batalla de la Ciudad Universitaria de Madrid. Por su heroico desempeño es ascendido por el general Miaja a teniente coronel, siendo felicitado en la orden del día del 18 de noviembre. El gobierno de la República confirma posteriormente la disposición del general Miaja y lo asciende definitivamente a ese empleo en abril de 1938. Siendo jefe de dicha brigada solicitó la destitución de Ricardo Sanz, anarcosindicalista catalán, a quien acusaba de maltratar a los milicianos y llevar prostitutas a las trincheras, pidiendo que se disolviera su unidad (la antigua Columna Durruti) y se redistribuyeran sus hombres entre las restantes unidades del frente. Según el historiador Ramón Salas Larrazábal, Romero fue el "héroe máximo de la defensa de Madrid".

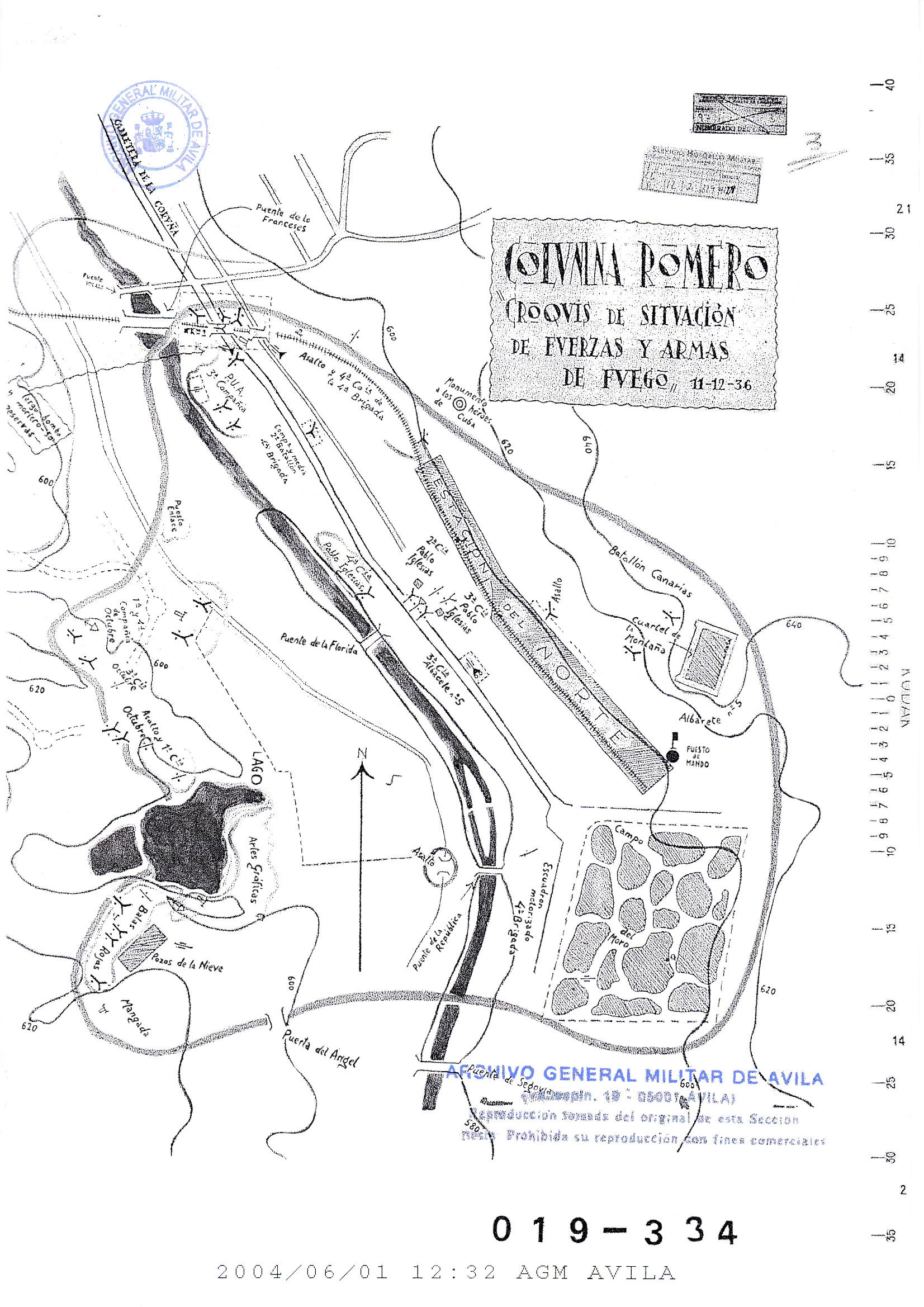
Columna Romero- croquis de situación de fuerzas y armas de fuego. Defensa de Madrid.

Tuvo a su mando la 6.ª División desde el 1 de mayo de 1937, a partir de la vacante de Alzugaray., El 1 de julio fue puesto al mando del II Cuerpo del Ejército que defendía los alrededores de Madrid. Con dicho Cuerpo de Ejército participó en la Batalla de Brunete, aunque el rendimiento de su unidad fue pésimo en la zona del barrio de Usera. Respecto de la recluta forzosa, siendo jefe del II Cuerpo de Ejército, manifiesta que en sus tropas la moral se mantenía buena entre los antiguos milicianos pero francamente mala entre los reclutas, lo que creía debido a "un desconocimiento absoluto de los motivos por que luchamos y por una falta de preparación ciudadana y ansia de libertad".
A mediados de 1938, cuando el General Rojo solicita a Miaja mandos militares con energía y capacidad en la Campaña del Levante, fue designado comandante del XIII Cuerpo de Ejército (agregado al Ejército de Levante, y antes denominado Cuerpo del Ejército B) desde su creación en julio de 1938. Combatió en diversos frentes a fuerzas alemanas que luchaban al lado de los sublevados. Por su actuación combatiendo a las divisiones motorizadas de los "Camisas Negras" italianas del CTV le fue concedida su segunda "Medalla del Valor".
Siendo Comandante de la 4.ª Brigada Mixta, con el apoyo eficaz de Miaja e iniciando con la maquinaria que pudo rescatarse del taller "Parque Móvil" funda y dirige en Madrid una fábrica de material de guerra denominada “Factorías Mecánicas Romero”, dedicada a la producción de morteros y sus municiones, de minas y bombas de mano, bombas de diseño aerodinámico, termos, trípodes, blindajes para trincheras, piezas de repuesto para fusiles, ametralladoras y cañones antiaéreos y antitanque así como a la reparación de motores. En ella, según las épocas, trabajaban intensamente bajo el fuego enemigo, en ocho talleres, entre ochocientos y mil doscientos obreros.
Cuando la guerra empezó a considerarse perdida, y bajo las insistencias del Coronel Casado y su Junta de Defensa Nacional (que había subido al poder con la única intención de conseguir la paz) en hacer contacto con Franco y los sublevados para iniciar las conversaciones que condujesen a la rendición, al ser el Coronel Romero contrario a las negociaciones y dispuesto a luchar hasta el final, se le releva del XIII cuerpo del Ejército. En los últimos meses de la contienda le fue encargada la Defensa de Cataluña. Antes de la caída de Barcelona a comienzos de 1939, era gobernador civil de la misma.
Se le atribuye la invención durante la defensa de Madrid de la mina que lleva su nombre (Mina Romero), sistema antitanques consistente en una gran caja metálica de hierro fundido diseñada para fragmentarse como metralla a la explosión de los 15, 35 o 60 kilos de dinamita que contenía según su tamaño. Se ocultaban en el piso, y se detonaban eléctricamente sea en forma manual o automática por medio de hilos de cobre y vidrio, reventando desde abajo los tanques enemigos. Esto constituye una innovación técnica en los sistemas defensivos de la época que posteriormente se aplicó durante la Segunda Guerra Mundial.
El nuevo régimen de Francisco Franco le condenó en ausencia a la pena de muerte por garrote vil a causa de su participación contra el levantamiento y por ser masón.

### Exilio en Francia y Resistencia
Tras la Guerra Civil se exilia en Francia, inicialmente en Clermont-Ferrand y después en París de donde sale el 12 de junio de 1940 horas antes de la ocupación alemana con la intención de embarcarse -y la fortuna de no lograrlo- en el buque SS Champlain, pues dicho buque es atacado y hundido frente al puerto. Después de ello logra asentarse en Burdeos (ciudad que al poco tiempo también fue ocupada) donde permanece dos años participando en la Resistencia francesa realizando acciones diversas como la desactivación de los detonadores de bombas para que no explotaran al ser lanzadas en los bombardeos nazis a Londres y otras ciudades, inutilización de materiales para la construcción de una base de submarinos y perforación no detectable del fondo de grandes latas de alimentos destinados a las tropas alemanas del frente ruso a fin de que llegaran podridos a su destino. Allí fue detenido por la Gestapo y recluido en la terrible prisión medieval "Fort du Hâ" de esa ciudad. Fue sometido a severas torturas e interrogatorios y a presenciar el estrangulamiento hasta la muerte de otros prisioneros.

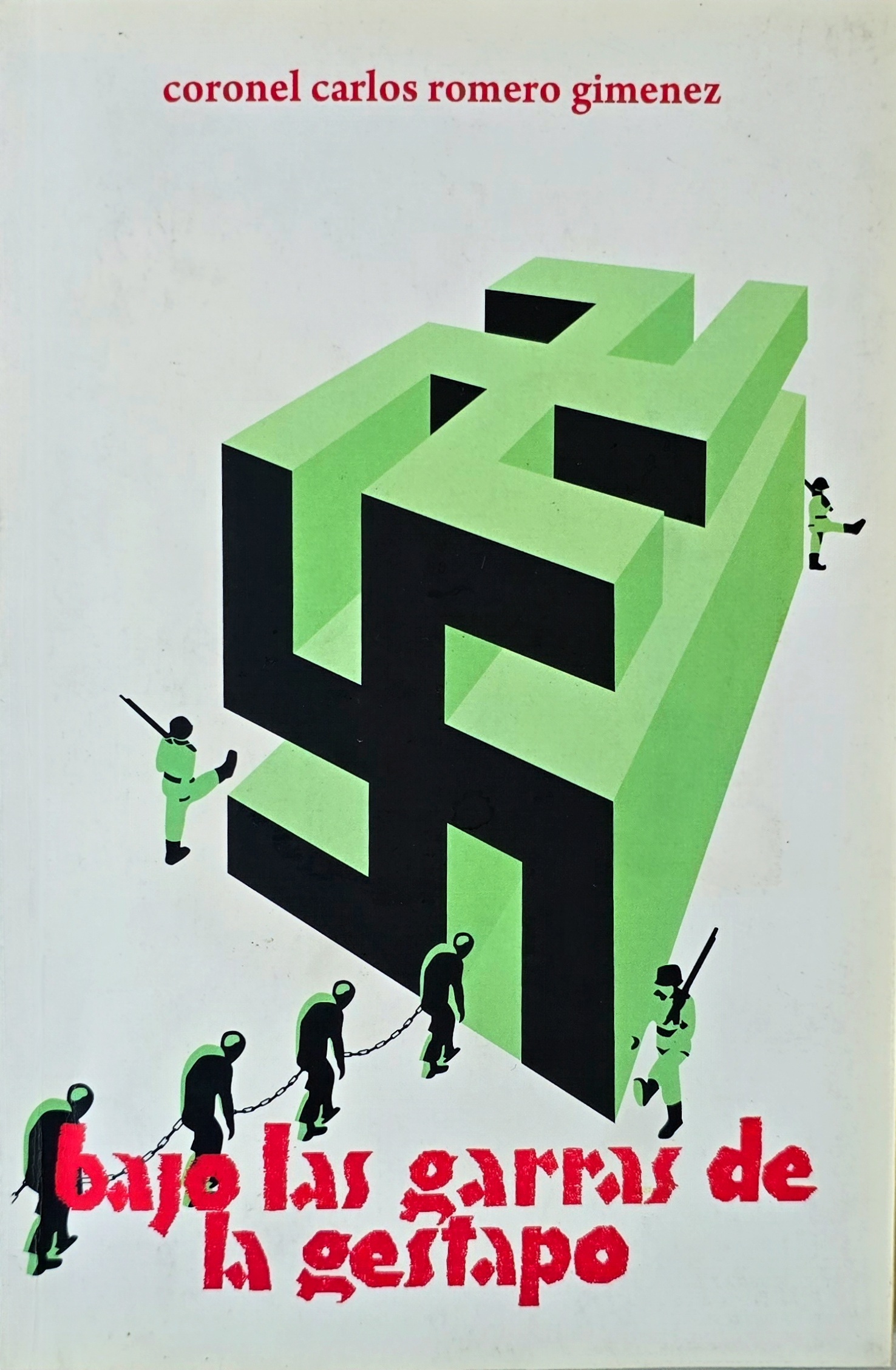
Portada del libro Bajo las Garras de la Gestapo

Mediante una estratagema organizada por la Resistencia en la que participa el entonces alcalde de Burdeos, quien lo reclama a la prisión de la zona francesa, logra evadirse y, una vez recuperado físicamente de las torturas, consigue cruzar la línea de demarcación hacia la zona "libre", solo para ser hecho prisionero nuevamente por la gendarmería colaboracionista. Lo internan en el campo de concentración de Gurs, donde además de refugiados españoles (entre ellos su amigo el teniente coronel Francisco Buzón Llanes) recluían a judíos que serían enviados a Alemania para su exterminio. Se logra para él, su esposa e hija un salvoconducto que los salva del campo de concentración gracias a las diligencias humanitarias de Gilberto Bosques, Cónsul de México, quien se distinguió por su labor al ayudar a refugiados españoles, judíos y otros perseguidos ofreciéndoles refugio en ese país, que bajo la presidencia de Lázaro Cárdenas del Río abrió sus puertas para acogerlos. Superando múltiples dificultades llegan a Marsella, donde logran embarcarse hacia Orán; De allí tomarían el ferrocarril transahariano que los llevaría a Casablanca en espera un barco para cruzar el Atlántico.

### Exilio en México
Se exilia finalmente en México, llegando junto con un gran contingente de refugiados al puerto de Veracruz el 22 de mayo de 1942, tras casi un mes de travesía a bordo del segundo de tres viajes del buque portugués Nyassa, procedente de Casablanca. Refundó la revista Defensa Nacional con la participación de militares españoles refugiados en cooperación con las fuerzas armadas de ese país y junto con sus hijos Carmen y Carlos Romero Ortega crea la editorial "Sociedad Mexicana de Publicaciones". (este hijo, separado a corta edad de sus padres combatiendo en la Defensa de Madrid, obtiene asilo político en la República Dominicana y después en México).  Establece y dirige la empresa Maderas Industrializadas y Reconstituidas.

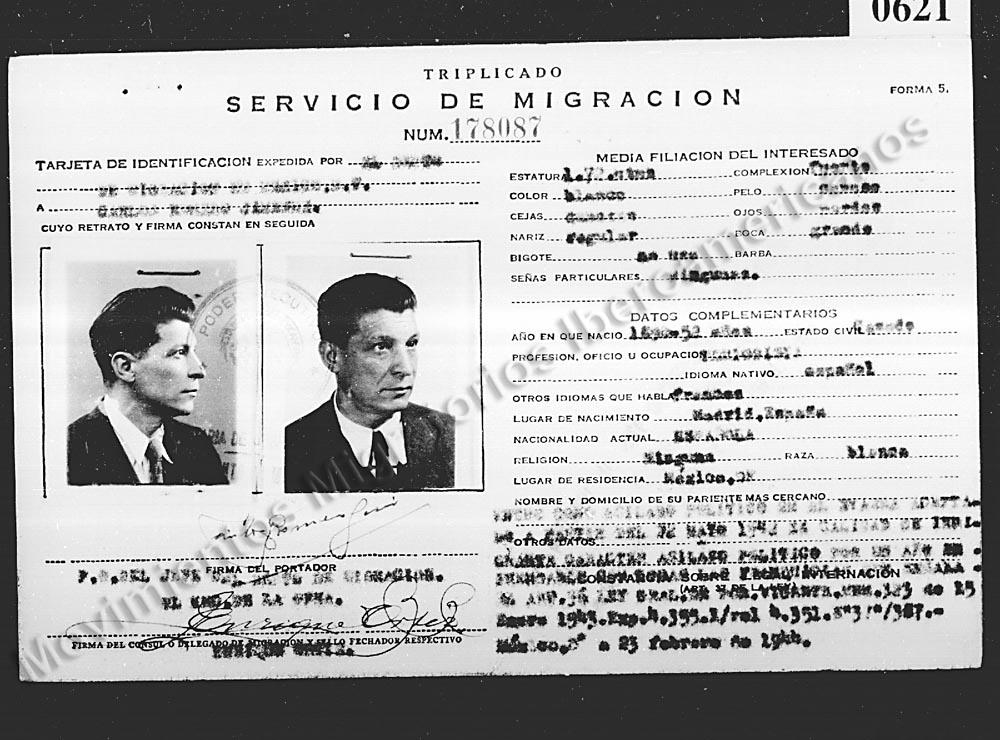
Documento de Inmigración como refugiado político en México

Después de la muerte de Dictador Franco en 1975, y a pesar de haber cumplido con todos los trámites, nunca le fue concedida la pensión del Estado que como militar español le correspondió. Murió en el Sanatorio Español de la Ciudad de México el 11 de septiembre de 1978, a los 87 años y en compañía de su familia. En cumplimiento de su voluntad su cuerpo fue incinerado y las cenizas divididas en dos partes iguales para ser esparcidas al aire, al agua y a la tierra, una mitad en México y la otra en España (esta última tendría lugar en una ceremonia celebrada en el Puente de los Franceses).

### Masonería
Ingresa muy tardíamente a la Masonería en 1932 -a los 42 años de edad- en la Logia Mare Nostrum n.º 11 de Madrid (GOE) Gran Oriente Español.  Luego pasa a la Gran Logia Española (GLE) de la que fue Gran Consejero en 1937 y Gran Experto de su Consejo de Gobierno en 1938. En 1939 representa como Consejero a la Familia Masónica, organismo encargado entonces de coordinar en Francia a los masones y exiliados junto con el Comité de Socorros.